# Burgstall Stadel
Der Burgstall Stadel ist eine abgegangene Spornburg auf einer kleinen 380 m ü. NN Spornkuppe, dem Schlossberg, des Weilers Stadel bei dem Ortsteil Karlstein des Marktes Regenstauf im Oberpfälzer Landkreis Regensburg in Bayern. Die Burg liegt am Ende des Stadelmühlbaches am Kreuzungspunkt mehrerer Altwege; deshalb ist anzunehmen, dass die frühere Burg der Überwachung dieser Wege diente. Die Anlage ist als Bodendenkmal unter der Aktennummer D-3-6838-0052 im Bayernatlas als „mittelalterlicher Burgstall“ geführt.

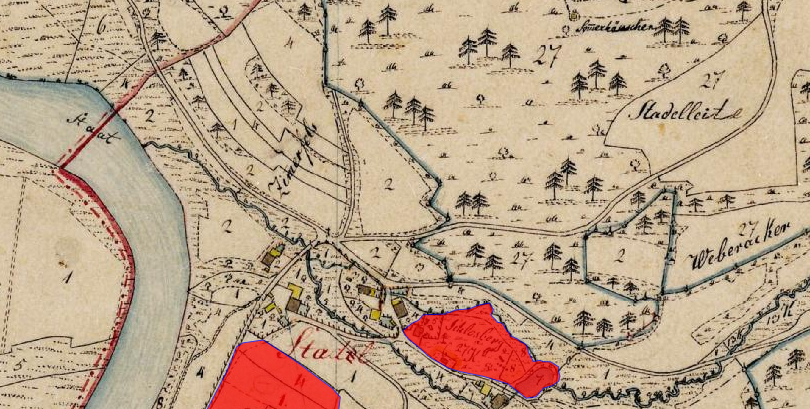
Lageplan des Burgstalls Stadel auf dem Urkataster von Urkataster von Bayern

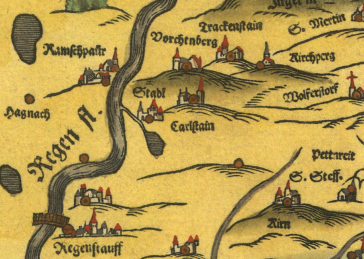
Burg Stadel auf der Karte des Philipp Apian

## Geschichte
Von der vermutlich im 13. Jahrhundert erbauten und 1342 erwähnten Höhenburg sind nur wenige gesicherten Daten bekannt. Die Veste zu dem Stadel wird in zwei Urkunden vom 23. August 1342 genannt, in denen sich ein Wernt der Stor ze dem Stadel, ein Angehöriger aus dem Rittergeschlecht der Stör, sich dem Bischof Heinrich von Regensburg verdingt. Der Ort selbst wird als Stadil erstmals 1249 in einer Urkunde des Klosters Walderbach genannt. 1398 wird die Feste an Jörg Grimoald Uttenhofer ausgegeben bzw. dessen Vetter Wolfhart der Uttenhofer anvertraut. 1423 kommt die Feste als Klosterlehen an Peter Kuttenauer und Rupert von Freudenberg. 1495 wird ein Wilhelm von Altham zum Stadelstein genannt, der Gut und Sölde Stadel dem Kloster abgekauft haben soll. Von diesem erwirbt Jobst Tandorfer 1504 den Besitz; die Tandorfer werden auch 1544 nach mehreren Besitzerwechsel als Eigentümer genannt. Die Tandorfer besaßen damals auch die Hofmarken Forstenberg und Karlstein; diese drei Besitztümer werden bis in das späte 18. Jahrhundert an die gleichen Besitzer weitergegeben. Davon ist nur Karlstein zu einem Schloss ausgebaut worden, was den Niedergang der beiden anderen Burgen bedingte. Eine kriegsbedingte Zerstörung im Dreißigjährigen Krieg kann ausgeschlossen werden.

## Beschreibung
Erhalten ist ein kurzes Mauerstück eines Gebäudes, das am Rand einer Geländestufe, vermutlich der Rest eines eingetieften Grabens mit vorgelagertem Wall, steht. Wie auf der Karte des Philipp Apian von 1568 zu erkennen ist, bestand die Anlage ursprünglich aus einem Turm und einem Hohen Haus mit einer vorgesetzten Mauer; die jetzige Hangstufe wäre demnach auf einen Wall bzw. eine Zwingermauer Richtung Regental zurückzuführen. Der Graben auf der Westseite wurde für einen Steinbruch geopfert. Der heutige Burgstall zeigt nur noch geringe Mauerreste und ist ein Bodendenkmal.